# Delias schmassmanni
Delias schmassmanni är en fjärilsart som beskrevs av James John Joicey och Talbot 1923. Delias schmassmanni ingår i släktet Delias och familjen vitfjärilar. Inga underarter finns listade i Catalogue of Life.